# En förtrollad jul
En förtrollad jul (engelska: One Magic Christmas) är en amerikansk-kanadensisk julfilm från 1985 i regi av Phillip Borsos. I huvudrollerna ses Mary Steenburgen och Harry Dean Stanton.

## Rollista i urval
- Mary Steenburgen - Ginny Grainger
- Gary Basaraba - Jack Grainger
- Harry Dean Stanton - Gideon
- Arthur Hill - Caleb Grainger
- Robbie Magwood - Cal Grainger
- Elisabeth Harnois - Abbie Grainger
- Michelle Meyrink - Betty
- Elias Koteas - Eddie
- Wayne Robson - Harry Dickens
- Jan Rubes - Jultomten
- Sarah Polley - Molly Monaghan
- Graham Jarvis - Frank Crump
- Timothy Webber - Herbie Conklin
- Joy Thompson - Mrs. Monaghan
- John Friesen - Mr. Noonan